# Batalla de Valentia
La batalla de Valentia fue un enfrentamiento militar librado en el 75 a. C., entre las legiones optimates de la República romana y los rebeldes populares durante la Guerra Sertoriana.

## Antecedentes
En el 75 a. C., Quinto Sertorio decidió enfrentar a Quinto Cecilio Metelo Pío y dejó al maltrecho Cneo Pompeyo Magno para sus legados Cayo Herenio y Marco Perpenna Ventón. Los optimates repitieron su estrategia del año anterior, Metelo marchaba hacia el centro de Hispania, mientras Pompeyo fue al sur, a las llanuras de Valentia. Este último no encontró resistencia seria hasta que se encontró a los rebeldes sosteniendo una línea a orillas del río Turio.

## Batalla
Perpenna y Herenio lucharon en el estrecho espacio que separaba el río de las murallas de la ciudad. El campo de batalla no dio ninguna ventaja táctica clara a ninguno de los bandos, por lo que lo que se desarrolló fue un choque convencional de fuerza, moral y resistencia. El ejército de veteranos curtidos por la batalla de Pompeyo superó y masacró totalmente a sus oponentes. Unos 10.000 rebeldes murieron, incluyendo a Herenio; Valentia fue saqueada por los vencedores.

## Consecuencias
Enterado de la derrota de sus lugartenientes, Sertorio decidió recuperar la solución en el norte por sí mismo. Mientras, encargó a Lucio Hirtuleyo enfrentar a Metelo pero éste empeoró todo al involucrarse en una batalla campal contra el ejército optimate cerca de Itálica, resultando completamente derrotado.

### Antiguas
- Paulo Orosio. Historia contra los paganos. Traducción latín-inglés, introducción y notas por A. T. Fear, 2010, Liverpool University Press,  ISBN 9781846312397. Véase Libro V Archivado el 29 de mayo de 2020 en Wayback Machine..
- Plutarco. Vida de Pompeyo, parte de Vidas paralelas. Digitalizado en UChicago. Basada en traducción de latín-inglés por Bernadotte Perrin, volumen V de la Loeb Classical Librery, 1917. En español en Imperium.
- Plutarco. Vida de Sertorio, parte de Vidas paralelas. Versión digitalizada en UChicago, basada en traducción griego-inglés por Bernadotte Perrin, volumen VIII, edición Loeb Classical Library, 1919. Versión española en Imperium.

### Modernas
- Leach, John (1978). Pompey the Great. Croom Helm. En inglés. ISBN 9780847660353.
- Matyszak, Philip (2013). Sertorius and the Struggle for Spain. Pen & Sword Military. En inglés. ISBN 9781848847873.

- Datos: Q60524464